# Linea Utsunomiya
Linea Utsunomiya (宇都宮線?, Utsunomiya-sen) è un servizio ferroviario metropolitano regionale che collega la città di Tokyo con Saitama, Utsunomiya e Nasushiobara sfruttando i binari della linea principale Tōhoku. È gestita dalla JR East e si sviluppa su circa 160 km di percorso. Al momento il capolinea è la stazione di Ueno, ma è in costruzione un'estensione alla stazione di Tokyo.

## Storia

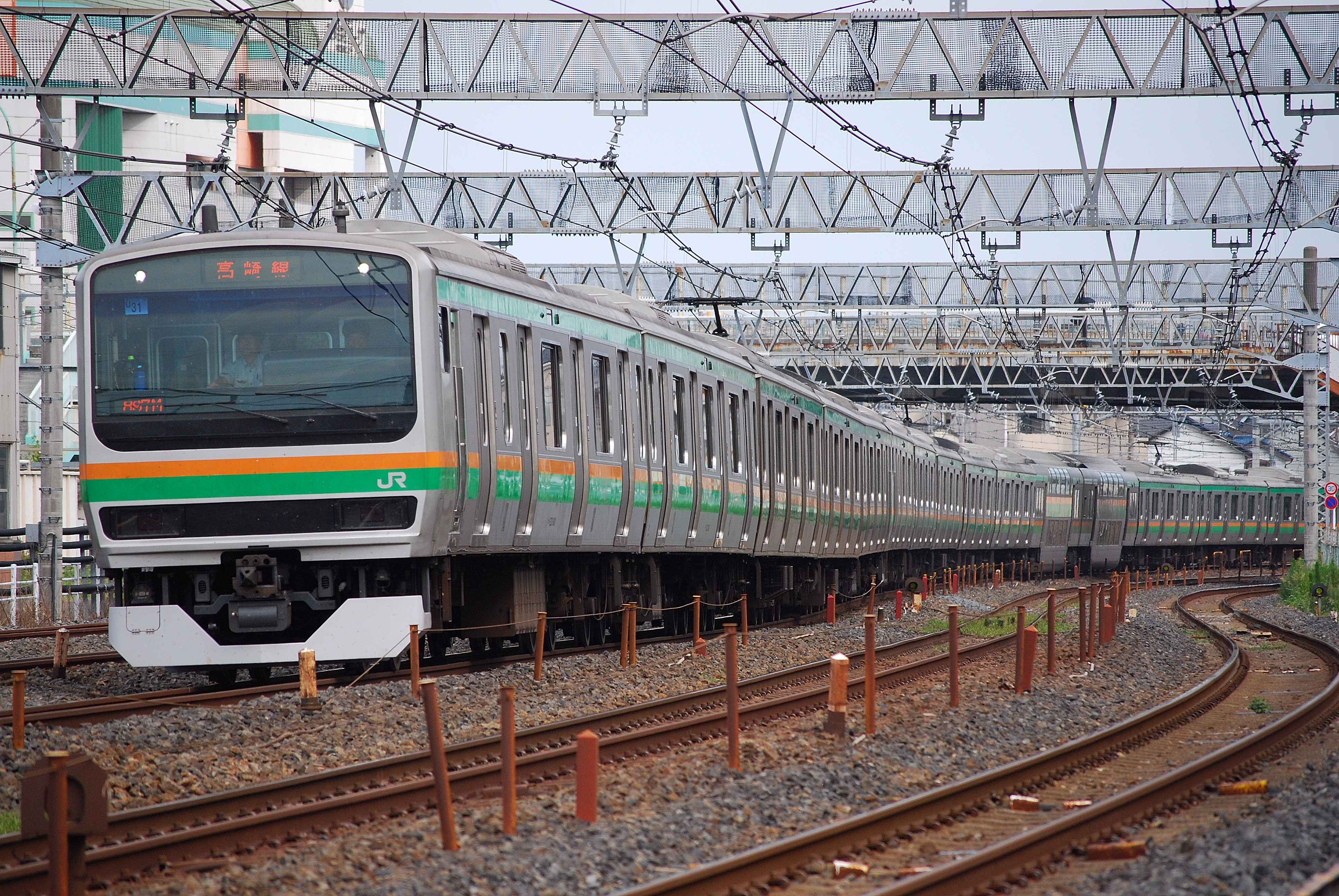
Treno locale della linea

La Linea Keihin aprì nel 1914 sotto forma di tratto elettrificato tra la Stazione di Tokyo e la Stazione di Takashimacho di Yokohama, che in seguito sarà ribattezzata Stazione di Yokohama quando la vecchia Stazione di Yokohama assumerà il nome di Stazione di Sakuragichō. La Linea Keihin fu estesa a nord attraverso la Linea Principale Tohoku fino alla Stazione di Akabane nel 1928 e alla Stazione di Ōmiya nel 1932: questo servizio in origine era chiamato Linea Tōhoku-Keihin.
Nel 1956, la Linea Keihin-Tohoku fu fisicamente separata dalla Linea Yamanote tra Tamachi e Tabata, consentendo una maggiore frequenza dei convogli. Il servizio attraverso la Linea Negishi cominciò nel 1964. La frequenza del servizio aumentò nel 1968 e vent'anni dopo vennero introdotti i servizi rapidi per decongestionare la Yamanote.

## Servizi
I servizi sulla linea Utsunomiya sono generalmente divisi fra quelli terminanti a Ueno e quelli che proseguono sulla linea Shōnan-Shinjuku via Shinjuku, Ikebukuro e si dirigono a sud. Fra Ueno e Ōmiya i treni condividono il tracciato con la linea Takasaki, con la quale sono di fatto un servizio rapido della linea Keihin-Tōhoku che corre parallelamente. La linea Utsunomiya ha una frequenza di circa 15 minuti, con 4 treni all'ora da Ueno e altri due treni all'ora di diretti sulla linea Shōnan-Shinjuku, dei quali uno è un servizio rapido.
Il treno più veloce della linea è il rapido Rabbit che percorre il percorso fra Ueno e Utsunomiya in 1 ora e 26 minuti. A Utsunomiya la maggior parte dei treni hanno una rottura di carico, in quanto è necessario un cambio per proseguire a nord fino a Kuroiso, ma negli ultimi anni i servizi diretti stanno aumentando. Generalmente a sud di Utsunomiya vengono utilizzati treni suburbani della serie E231 a 10 o 15 carrozze con 4 porte ciascuna, con carrozze di prima classe aggiunte durante il tragitto. Il servizio a nord di Utsunomiya è affidato a treni della serie 211 da 3 porte e 5 carrozze.

### Espressi limitati
La linea è percorsa da diversi espressi limitati, fra cui:
- Ohayō Tochigi / Hometown Tochigi
- Nikkō / Spacia Nikkō / Kinugawa / Spacia Kinugawa (da Ikebukuro/Shinjuku a Kurihashi e quindi sulla linea Tōbu Nikkō)
- Hokutosei e Cassiopeia (uno o due al giorno)

### Home Liner Koga
Due treni diretti a Koga partono tutte le mattine dei giorni feriali da Ueno. I passeggeri possono salire solamente a Ueno, in quanto tutte le altre stazioni sono solo per la discesa. Le stazioni in cui il treno ferma sono: Ueno, Urawa, Ōmiya, Higashi-Ōmiya, Hasuda, Kuki e Koga. Il servizio è espletato da un elettrotreno della serie 185 a 7 carrozze o da un elettrotreno della serie 489 da 9 carrozze.

### Servizi Locali da/per Ueno

#### Rapido pendolari
I servizi rapidi pendolari per Utsunomiya fanno un po' meno fermate rispetto al Rapido Rabbit indicato più sotto. Sono operati solamente le sere dei giorni feriali e partono da Ueno fra le 18:00 e le 22:00 e da Utsunomiya fra le 16:00 e le 21:00, con un viaggio di andata e ritorno ogni ora. Uno dei treni ritorno a Kuroiso. Tutti i treni sono effettuati con serie E231 a 10 o 15 carrozze.

#### RapidoRabbit
I rapidi "Rabbit" collegano Ueno a Utsunomiya saltando alcune stazioni intermedie. Questi treni furono per la prima volta operati dalle Ferrovie Nazionali del Giappone come servizi rapidi a cadenza oraria o semioraria. Tuttavia dall'ottobre 2004 i treni viaggiano solamente due volte la mattina e nel weekend come sostituti del servizio rapido pendolari. I treni sono effettuati con materiale E231 ad eccezione di un singolo treno per Oyama effettuato con la serie 211 nei weekend e nelle vacanze nazionali.

#### Locali
I treni locali sono quattro all'ora. Uno di questi termina la propria corsa a Koganei, mentre il resto termina a Utsunomiya. Durante il periodo di punta la mattina, i treni diretti a Ueno hanno una frequenza di 4-6 minuti. I servizi sono eseguiti da treni della serie E231 o 211 a 10 o 15 carrozze.

### Servizi diretti sulla linea Shōnan-Shinjuku
All'interno della linea Utsunomiya, ogni ora sono disponibili un treno rapido e uno locale che continuano sulla linea Shōnan-Shinjuku. Non fermano alle stazioni di Urawa e Saitama-Shintoshin, in quanto queste stazioni non dispongono di marciapiedi su questa linea. Tutti i treni sono effettuati con materiale E231 a 10 o 15 carrozze.

#### Rapidi
Uno all'ora con fermate limitate. Il tempo di percorrenza fra Shinjuku e Utsunomiya è di 1 ora e 35 minuti.

#### Locali
Uno all'ora (due all'ora durante il mattino), fermano in tutte le stazioni. Il tempo di percorrenza fra Shinjuku e Ōmiya è di 32 minutes.

#### Servizi Utsunomiya – Kuroiso
Fra Utsunomiya e Kuroiso sia i locali che i rapidi fermano a tutte le stazioni. La frequenza è di circa 3 treni all'ora, con un tempo di percorrenza fra le due città di circa 50 minuti. La maggior parte dei treni sono espletati dalla serie 211.

## Percorso
- I treni locali, ad eccezione di quelli in servizio come linea Shōnan-Shinjuku, fermano a tutte le stazioni (tranne Nippori)
- I treni rapidi, gli Home Liner e i diretti Shōnan-Shinjuku fermano alle stazioni indicate da "●" e "▼"; passano quelle segnate da "｜". (I passeggeri dei servizi Home Liner possono scendere solo alle stazioni indicate da "▼".)
- Per i treni espressi limitati, si rimanda alle relative voci.

### Legenda
- Rapido Pendolari: RP
- Rapido Rabbit:RR
- Home Liner Koga: HLK
- Servizi sulla linea Shōnan-Shinjuku: SS

| Stazione                                                                                                  | Giapponese           | Distanza   | Distanza        | Distanza         | R  | RP | HLK | SS     | SS     | Collegamenti | Posizione           | Posizione |
| Stazione                                                                                                  | Giapponese           | Interstaz. | Totale          | Totale           | R  | RP | HLK | SS     | SS     | Collegamenti | Posizione           | Posizione |
| Stazione                                                                                                  | Giapponese           | Interstaz. | Da Ueno via Oku | Da Tokyo via Ōji | R  | RP | HLK | Locale | Rapido | Collegamenti | Posizione           | Posizione |
| --- | -------------------- | ---------- | --------------- | ---------------- | -- | -- | --- | ------ | ------ | --- | ------------------- | --------- |
| Servizi diretti via linea Shōnan-Shinjuku per Ikebukuro e Shinjuku e via linea Yokosuka per Ōfuna e Zushi |                      |            |                 |                  |    |    |     |        |        | |                     |           |
| Ueno | 上野                 | -          | 0.0             | 3.6              | ●  | ●  | ●   | ∥      | ∥      | ■ Linea Jōban ■ Linea Takasaki ■ Linea Tōhoku ■ Linea Yamanote ■ Linea Keihin-Tōhoku Tōhoku Shinkansen Hokuriku Shinkansen Jōetsu Shinkansen Yamagata Shinkansen Akita Shinkansen Linea Ginza Linea Hibiya                                                        | Taitō               | Tokyo     |
| Oku | 尾久                 | 2.6        | 4.8             | -                | ｜ | ●  | ｜  | ∥      | ∥      | | Kita                | Tokyo     |
| Akabane                                                                                                   | 赤羽                 | 5.0        | 9.8             | 13.2             | ●  | ●  | ｜  | ●      | ●      | ■ Linea Keihin-Tōhoku ■ Linea Takasaki ■ Linea Shōnan-Shinjuku ■ Linea Saikyō | Kita                | Tokyo     |
| Urawa | 浦和                 | 11.0       | 20.8            | 24.2             | ●  | ●  | ▼   | ｜     | ｜     | ■ Linea Keihin-Tōhoku | Urawa-ku Saitama    | Saitama   |
| Saitama-Shintoshin                                                                                        | さいたま新都心       | 4.5        | 25.3            | 28.7             | ｜ | ｜ | ｜  | ｜     | ｜     | ■ Linea Keihin-Tōhoku | Ōmiya-ku Saitama    | Saitama   |
| Ōmiya | 大宮                 | 1.6        | 26.9            | 30.3             | ●  | ●  | ▼   | ●      | ●      | Tōhoku Shinkansen Jōetsu Shinkansen Hokuriku Shinkansen Akita Shinkansen Yamagata Shinkansen ■ Linea principale Tōhoku ■ Linea Shōnan-Shinjuku ■ Linea Saikyō ■ Linea Kawagoe ■ Linea Keihin-Tōhoku ■ Linea Takasaki ■ Narita Express Linea Tōbu Noda ● Linea Ina | Ōmiya-ku Saitama    | Saitama   |
| Toro | 土呂                 | 3.0        | 29.9            | 33.3             | ｜ | ｜ | ｜  | ●      | ｜     | | Kita-ku             | Saitama   |
| Higashi-Ōmiya                                                                                             | 東大宮               | 2.1        | 32.0            | 35.4             | ｜ | ｜ | ▼   | ●      | ｜     | | Minuma-ku           | Saitama   |
| Hasuda | 蓮田                 | 3.8        | 35.8            | 39.2             | ●  | ｜ | ▼   | ●      | ●      | | Hasuda              | Saitama   |
| Shiraoka                                                                                                  | 白岡                 | 4.3        | 40.1            | 43.5             | ｜ | ｜ | ｜  | ●      | ｜     | | Shiraoka            | Saitama   |
| Shin-Shiraoka                                                                                             | 新白岡               | 2.4        | 42.5            | 45.9             | ｜ | ｜ | ｜  | ●      | ｜     | | Shiraoka            | Saitama   |
| Kuki | 久喜                 | 3.0        | 45.5            | 48.9             | ●  | ●  | ▼   | ●      | ●      | Linea Tōbu Isesaki | Kuki                | Saitama   |
| Higashi-Washinomiya                                                                                       | 東鷲宮               | 2.7        | 48.2            | 51.6             | ｜ | ｜ | ｜  | ●      | ｜     | | Kuki                | Saitama   |
| Kurihashi                                                                                                 | 栗橋                 | 5.6        | 53.8            | 57.2             | ｜ | ｜ | ｜  | ●      | ｜     | Linea Tōbu Nikkō | Kuki                | Saitama   |
| Koga | 古河                 | 7.5        | 61.3            | 64.7             | ●  | ●  | ▼   | ●      | ●      | | Koga                | Ibaraki   |
| Nogi | 野木                 | 4.7        | 66.0            | 69.4             | ｜ | ｜ |     | ●      | ｜     | | Nogi, Shimotsuga    | Tochigi   |
| Mamada | 間々田               | 3.9        | 69.9            | 73.3             | ｜ | ｜ |     | ●      | ｜     | | Oyama               | Tochigi   |
| Oyama | 小山                 | 7.3        | 77.2            | 80.6             | ●  | ●  |     | ●      | ●      | Tōhoku Shinkansen ■ Linea Ryōmō ■ Linea Mito | Oyama               | Tochigi   |
| Koganei                                                                                                   | 小金井               | 7.5        | 84.7            | 88.1             | ●  | ●  |     | ●      | ●      | | Shimotsuke          | Tochigi   |
| Jichi-Idai                                                                                                | 自治医大             | 2.6        | 87.3            | 90.7             | ●  | ●  |     | ●      | ●      | | Shimotsuke          | Tochigi   |
| Ishibashi                                                                                                 | 石橋                 | 4.7        | 92.0            | 95.4             | ●  | ●  |     | ●      | ●      | | Shimotsuke          | Tochigi   |
| Scalo merci di Utsunomiya                                                                                 | 宇都宮貨物ターミナル | 1.2        | 93.2            | 96.6             | ｜ | ｜ |     | ｜     | ｜     | | Kaminokawa, Kawachi | Tochigi   |
| Suzumenomiya                                                                                              | 雀宮                 | 5.2        | 98.4            | 101.8            | ●  | ●  |     | ●      | ●      | | Utsunomiya          | Tochigi   |
| Utsunomiya                                                                                                | 宇都宮               | 7.7        | 106.1           | 109.5            | ●  | ●  |     | ●      | ●      | Tōhoku Shinkansen Yamagata Shinkansen ■ Linea Nikkō | Utsunomiya          | Tochigi   |
| Okamoto                                                                                                   | 岡本                 | 6.2        | 112.3           | 115.7            | ●  | ●  |     |        |        | | Utsunomiya          | Tochigi   |
| Hōshakuji                                                                                                 | 宝積寺               | 5.5        | 117.8           | 121.2            | ●  | ●  |     |        |        | ■ Linea Karasuyama | Takanezawa, Shioya  | Tochigi   |
| Ujiie | 氏家                 | 5.9        | 123.7           | 127.1            | ●  | ●  |     |        |        | | Sakura              | Tochigi   |
| Kamasusaka                                                                                                | 蒲須坂               | 4.5        | 128.2           | 131.6            | ●  | ●  |     |        |        | | Sakura              | Tochigi   |
| Kataoka                                                                                                   | 片岡                 | 3.9        | 132.1           | 135.5            | ●  | ●  |     |        |        | | Yaita               | Tochigi   |
| Yaita | 矢板                 | 6.3        | 138.4           | 141.8            | ●  | ●  |     |        |        | | Yaita               | Tochigi   |
| Nozaki | 野崎                 | 4.8        | 143.2           | 146.6            | ●  | ●  |     |        |        | | Ōtawara             | Tochigi   |
| Nishi-Nasuno                                                                                              | 西那須野             | 5.2        | 148.4           | 151.8            | ●  | ●  |     |        |        | | Nasushiobara        | Tochigi   |
| Nasushiobara                                                                                              | 那須塩原             | 6.0        | 154.4           | 157.8            | ●  | ●  |     |        |        | Tōhoku Shinkansen | Nasushiobara        | Tochigi   |
| Kuroiso                                                                                                   | 黒磯                 | 5.5        | 159.9           | 163.3            | ●  | ●  |     |        |        | ■ Linea principale Tōhoku (per Shirakawa e Kōriyama) | Nasushiobara        | Tochigi   |